# Riversleigh
Khu vực khảo cổ Riversleigh nằm ở phía tây bắc bang Queensland là một phần của công viên quốc gia Lawnhill, khu vực Riversleigh có diện tích khoảng 10.000 ha với khoảng 250 khu vực hóa thạch. Nơi đây xuất hiện nhiều hóa thạch của động vật có vú, có túi đã tuyệt chủng và các động vật có xương sống kỷ Đại Tân Sinh (Kỷ Kainozoi), Oligocen và Miocen ở miền Trung nước Úc.
Các hóa thạch ở Riversleigh là rất hiếm bởi vì chúng được tìm thấy trong nước ngọt mềm đá vôi không nén. Điều này có nghĩa là con vật vẫn còn giữ lại cấu trúc ba chiều. Khu vực này nằm trong lưu vực của sông Gregory.
Hóa thạch đầu tiên được ghi nhận để tồn tại trong khu vực vào năm 1901. Một cuộc khảo sát thăm dò ban đầu đã được thực hiện trong năm 1963. Kể từ năm 1976, khu vực này đã là vị trí thăm dò có hệ thống. Đây là một phần của di sản thế giới năm 1994 và một phần mở rộng thêm ở Vườn quốc gia Boodjamulla.